# Hydrosaurus
Sous-famille
Genre
Synonymes
- Istiurus Cuvier, 1829

Hydrosaurus est un genre de sauriens de la famille des Agamidae, le seul de la sous-famille des Hydrosaurinae.

## Répartition
Les trois espèces de ce genre se rencontrent en Asie du Sud-Est et en Nouvelle-Guinée.

## Description
Ce sont des reptiles qui apprécient l'eau, vivant à proximité des cours d'eau et des rizières, et qui sont de bons nageurs.

## Liste des espèces
Selon The Reptile Database (15 mai 2014) :
- Hydrosaurus amboinensis (Schlosser, 1768)
- Hydrosaurus pustulatus (Eschscholtz, 1829)
- Hydrosaurus weberi Barbour, 1911

## Galerie

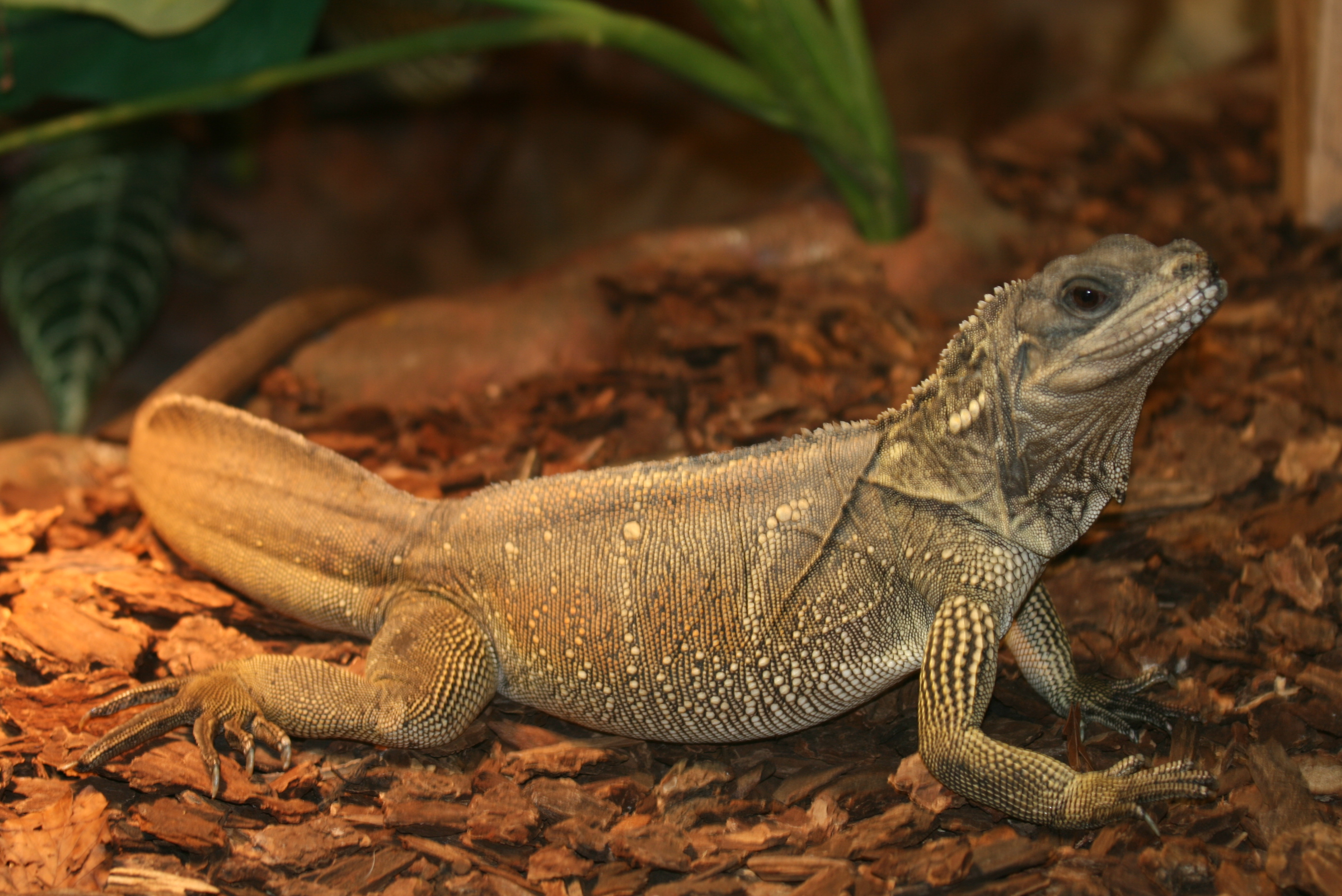
Hydrosaurus amboinensis
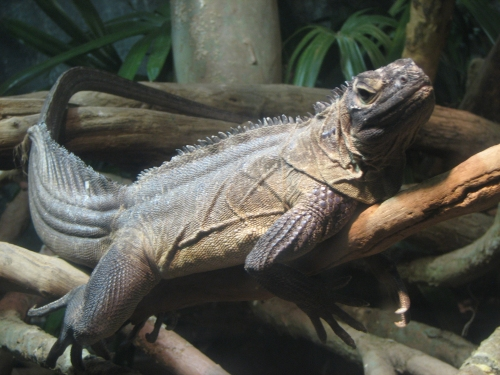
Hydrosaurus pustulatus
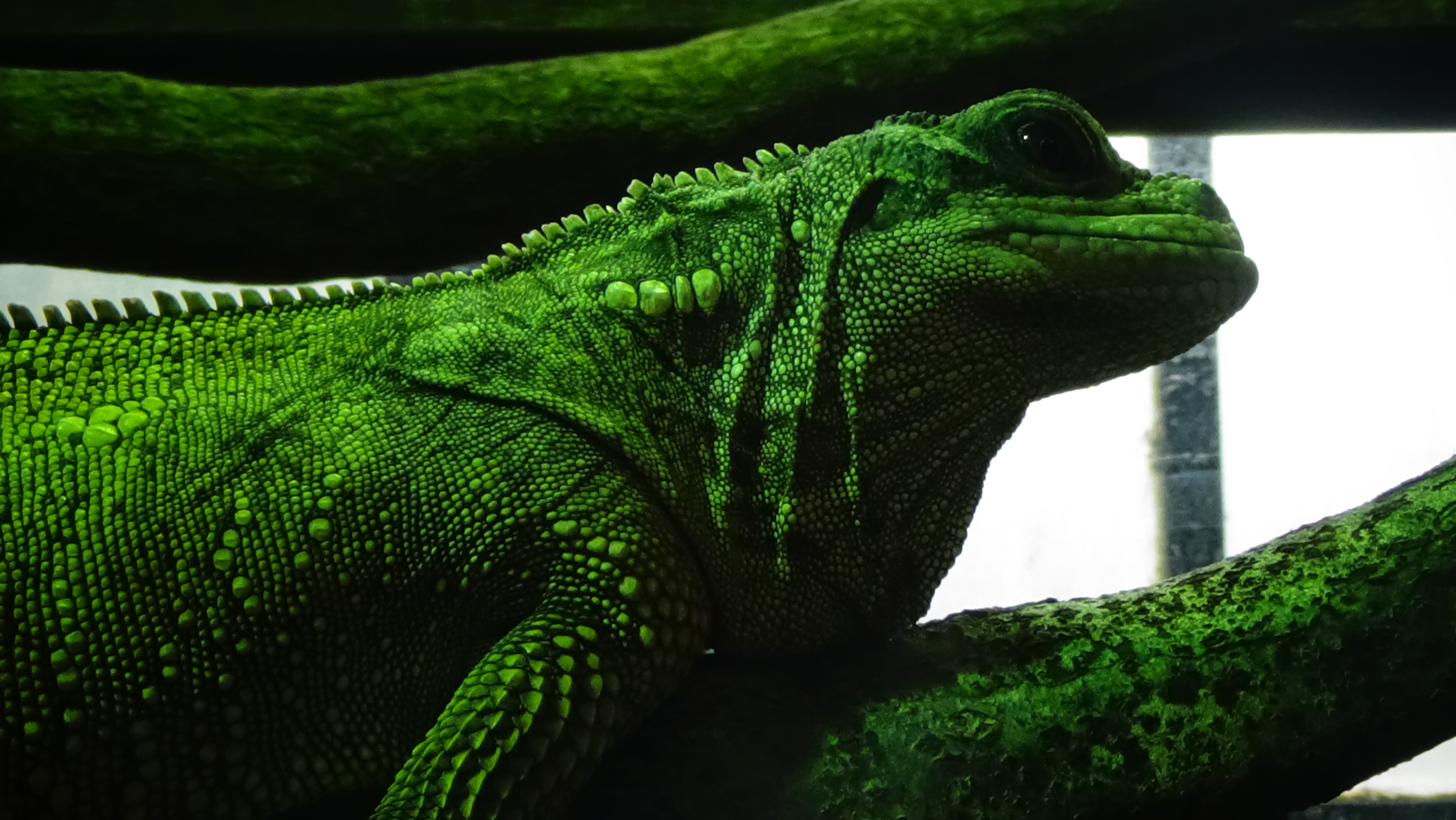
Hydrosaurus weberi - Ménagerie du jardin des plantes - Paris/France

## Publication originale
- Kaup, 1828 : Über Hyaena, Uromastix, Basiliscus, Corythaeolus, Acontias. Isis von Oken, vol. 21, p. 1144-1150 (texte intégral).